# Walenty Pająk
Walenty Pająk (ur. 24 grudnia 1888 w Mąkołowcu, zm. 22 stycznia 1972) – powstaniec śląski.

## Życiorys
Uczestniczył w pierwszym i trzecim powstaniu śląskim. Jako pracownik kolei pełnił obowiązki zawiadowcy na stacji Tychy Nastawnia. W trakcie powstania bronił właśnie tej stacji.
Wziął także udział w kampanii wrześniowej II wojny światowej, gdzie zabezpieczał mieszkania mieszkańców Mąkołowca. Współuczestniczył również w akcjach wyzwalania więźniów przewożonych koleją do Oświęcimia.
Jest pochowany na cmentarzu w Tychach-Wartogłowcu.